# بوبي كونولي
بوبي كونولي (بالإنجليزية: Bobby Connolly)‏ هو مصمم رقص ومخرج أمريكي، ولد في 4 يوليو 1897 في نيويورك في الولايات المتحدة، وتوفي في 29 فبراير 1944 في إنسينو ‏ في الولايات المتحدة.

## وصلات خارجية
- بوبي كونولي على موقع IMDb (الإنجليزية)
- بوبي كونولي على موقع أول موفي (الإنجليزية)
- بوبي كونولي على موقع قاعدة بيانات برودواي على الإنترنت (الإنجليزية)
- بوبي كونولي على موقع قاعدة بيانات الأفلام السويدية (السويدية)
- بوبي كونولي على موقع قاعدة بيانات الفيلم (الإنجليزية)
- بوبي كونولي على موقع كينوبويسك (الروسية)